# Euphaedra swanzyana
Euphaedra swanzyana är en fjärilsart som beskrevs av Butler 1868. Euphaedra swanzyana ingår i släktet Euphaedra och familjen praktfjärilar. Inga underarter finns listade i Catalogue of Life.